# Морозов, Александр Анатольевич
Александр Анатольевич Морозов (24 июня 1932, Ленинград — 22 сентября 2008, Москва) — филолог, литературовед, исследователь творчества О. Э. Мандельштама.

## Биография

### Детство
Александр Анатольевич Морозов родился 24 июня 1932 года в Ленинграде. Здесь же, в Спасо-Преображенском соборе, был крещён. Дед его, по материнской линии, Василий Карпович Сныткин (1875—2 сентября 1933) был солдатом, а затем старшим унтер-офицером на сверхсрочной службе, лейб-гвардии Преображенского полка. Происходил из крестьян Тульской губернии, Богородицкого уезда, Казанской волости, деревни Сазоновки. Жил в полковых казармах на Кирочной улице, имел жену и четверых детей. Младшая из дочерей, Мария Васильевна Сныткина (18 [31] июля 1906—21 августа 1978), 3 марта 1931 года вышла замуж за Анатолия Петровича Морозова (1900—18 сентября 1979).
Дед Александра по отцовской линии, Петр Федорович Морозов (1870—1939), родом был из многодетной крестьянской семьи Ярославской губернии, Мышкинского уезда, деревни Ильино (Илино) в 20 км от Углича, на левом берегу реки Пукши (у самого впадения её в Волгу). В 17 лет отправился в Петербург, где добился перехода в купеческое сословие. 30 мая [11 июня] 1894 года женился на своей землячке — Александре Кирьяковне Ульевой (1876—1955). Дела шли успешно, а в семье росли восемь детей. В 1916 году П. Ф. Морозову было пожаловано звание потомственного почетного гражданина Петрограда, за деятельность на пользу города в годы Первой мировой войны.
После революции имущество Петра Федоровича было конфисковано. Судьба детей сложилась по-разному: Фёдор Петрович Морозов (1905—1937) арестован, обвинён по статьям 58—7—8—9—11 УК РСФСР и расстрелян 6 мая 1937 года; Алексей Петрович Морозов (1907—1987) стал академиком архитектуры (1956), одним из главных авторов Дворца спорта «Юбилейный» , Лауреатом Государственной премии СССР (1971); Анатолий Петрович Морозов, отец Александра Анатольевича Морозова, стал инженером-конструктором, дважды лауреатом Сталинской премии (в 1943 году — за создание нового прибора управления артиллерийским зенитным огнём; в 1950 году — за работу в области военной техники).

А. Морозов с матерью. Ленинград. 1934 г.

В 1939 году А. П. Морозов был переведён на работу в Москву по решению правительства СССР. Семья осталась в Ленинграде.
Сёстры Сныткины были дружны между собой и даже после замужества все жили рядом, на улице Чайковского (Сергиевской). Екатерина Васильевна с мужем и матерью, Евдокией Титовной Сныткиной (1880—9 июня 1945) — в доме № 50. Александра Васильевна с сыном в доме № 33. Мария Васильевна с Сашей в доме № 77, рядом с Таврическим садом.
Вскоре после начала блокады вся семья собралась в квартире у бабушки. Все дети много читали, в чём им помогала Мария Васильевна — по специальности литературовед, преподаватель русского языка и литературы. Блокадное детство навсегда укрепило связь Саши с матерью.
А. П. Морозов добился разрешения на эвакуацию жены и сына, зимой 1943 года они переехали в Свердловск, где к тому времени находился отец. Отношения с отцом не ладились. В 12 лет, уже из Москвы, куда переехала семья, Саша Морозов сбежал к тёткам в Ленинград на велосипеде. К сентябрю вернулся в Москву.
В 1950 году А. Морозов окончил московскую школу № 407 с золотой медалью. Летом того же года поступил в ЛГУ на математико-механический факультет, но к концу первого курса вернулся в Москву, — поступать на филфак МГУ.

### Образование
C 1951 по 1956 год учился на кафедре русского языка филологического факультета МГУ им. М. В. Ломоносова. Параллельно посещал занятия на кафедре классической филологии у С. И. Соболевского. Сделал постановку «Живого трупа» в студенческом театре МГУ и сам сыграл в ней Федю Протасова. Дома появлялся редко, в основном жил у друзей в общежитии МГУ на Стромынке.
Кроме латыни и древнегреческого, прекрасно владел немецким языком. Когда в 1956 году правительством было принято решение о передаче ГДР трофейных ценностей, в том числе «Готской библиотеки», оказалось, что часть трофейной литературы все ещё не описана и хранится в туннеле Ленинской библиотеки, соединяющем дом Пашкова с корпусами на Моховой. Срочно потребовались специалисты со знанием немецкого языка, и Морозов, вместе с пятью другими студентами филфака, был привлечен к этой работе, которая заняла два месяца.
Морозов хорошо играл в шахматы. Центральный шахматный клуб на Гоголевском бульваре был для него почти домом, здесь в 1959—1961 годах он работал литературным редактором журнала «Шахматы в СССР».

### Морозов и Мандельштам
Весной 1963 года получил у С. И. Соболевского рекомендацию в аспирантуру классического отделения филфака МГУ, но не воспользоваться ей и порвал направление, о чём впоследствии жалел. В конце 1950-х Морозов познакомился с творчеством О. Э. Мандельштама и увлёкся им навсегда. Позже сблизился с Н. Я. Мандельштам и Н. И. Харджиевым. Произвёл положительное впечатление на Н. Е. Штемпель, о чём она писала в письме Н. Я. Мандельштам 22 марта 1963 года.

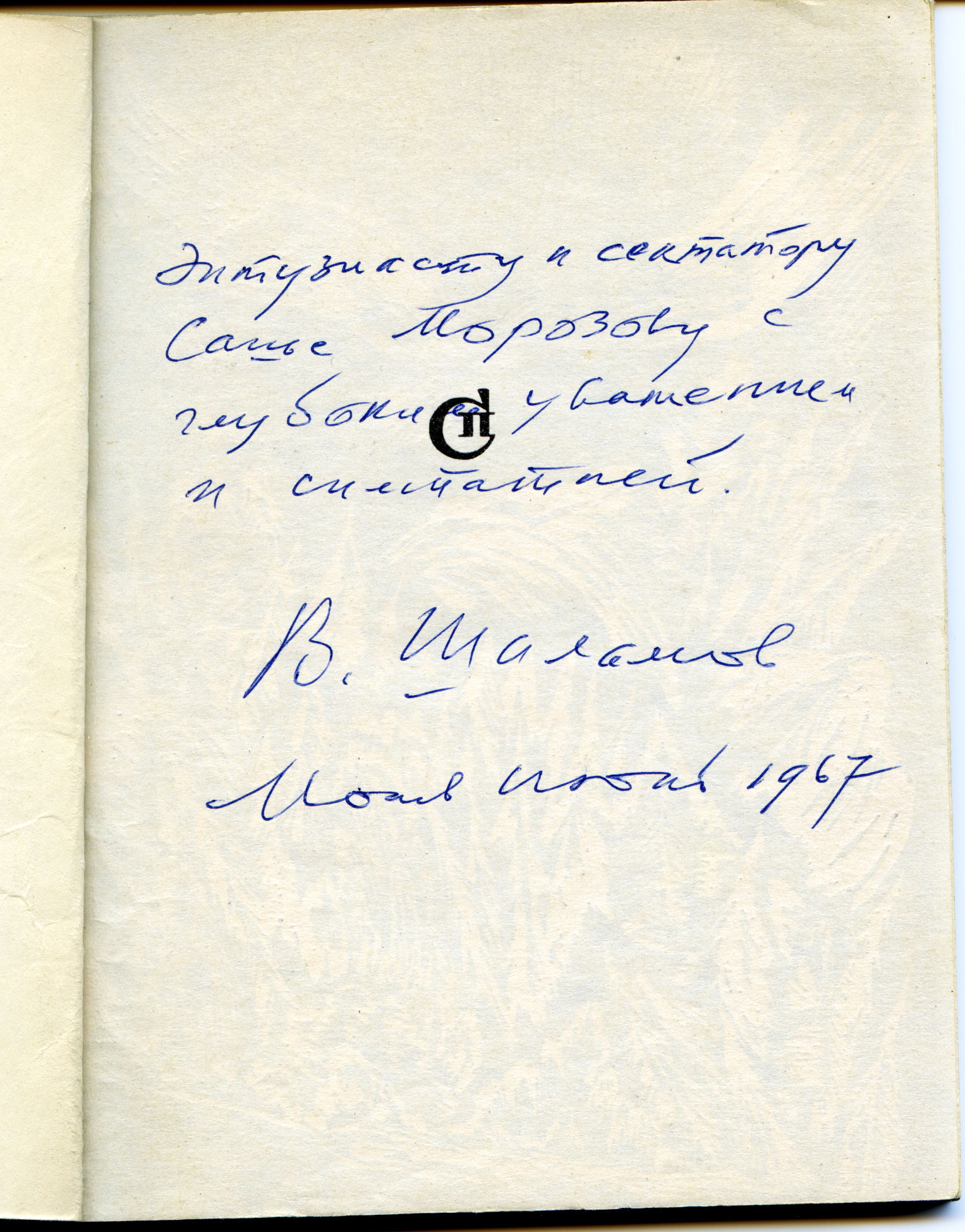
Дарственная надпись
В. Т. Шаламова на книге стихов
«Дорога и судьба». 1967 год

В 1964—1965 годах работал в отделе рукописей Государственной библиотеки СССР им. Ленина.
С апреля 1965 по май 1968 года работал редактором в издательстве «Искусство» (редакция литературы по эстетике).
В 1967 году подготовил к выходу в свет «Разговор о Данте» О. Э. Мандельштама. Выход «Разговора о Данте» совпал по времени с событиями вокруг архива О. Э. Мандельштама
.
Морозов, втянутый в конфликт между Н. Я. Мандельштам и Н. И. Харджиевым, сперва пытался их помирить, но затем разорвал отношения с обоими.
В начале мая 1968 года А. Морозов был фактически лишён права на профессию. После подписания «Письма 120» в защиту Александра Гинзбурга с требованием немедленного пересмотра дела, он был уволен с формулировкой «по сокращению штатов» (вместе с другим редактором издательства «Искусство», Дмитрием Муравьевым). Обратился в суд, но получил отказ
.
Вот как вспоминает об этом периоде жизни А. Морозова Игорь Голомшток:

«…поступить на постоянную службу в советское учреждение он не мог (да, очевидно, и не хотел), а на работу сторожем, дворником или истопником его с университетским дипломом не принимали. Наконец общими усилиями его удалось пристроить шофером на автобазу. Здесь Саша тоже вел себя не по общепринятым правилам: километров себе не приписывал, бензином не приторговывал, начальству на лапу не давал, чем вызывал всеобщую ненависть здорового коллектива. Со временем шоферня поняла, что перед ними юродивый, а юродивых на Руси уважали испокон веков. Ему стали помогать, защищали перед начальством, приглашали в компании распить бутылку-другую. И тогда Саша ушел с работы. Почему?! „Не мог соответствовать“, то есть отвечать взаимностью, объяснял Морозов. Тогда бездомного Морозова и поселили в моей „мастерской“».

К этому периоду относится портрет А. Морозова работы Б. Г. Биргера из собрания Третьяковской галереи.
Во втором номере журнала «Октябрь» за 1969 год напечатана разгромная статья, посвященная выходу 4-го и 5-го томов Краткой литературной энциклопедии. Редакцию обвиняют в отсутствии марксистской критики, проведении внеклассовой линии, тенденции на мирное сосуществование декадентских течений и советской литературы. В качестве одного из ярких примеров разбирается статья Морозова о Мандельштаме, названная «насквозь безыдейной и апологетической».
В январе 1970 года А. Морозов подписал пятое письмо «В Комиссию по правам человека ООН» о преследованиях по политическим мотивам в СССР в 1969 году.
В начале 1970-х годов, благодаря личному участию С. В. Житомирской (1916—2002), которая четверть века заведовала отделом рукописей библиотеки им. Ленина, Морозову снова удалось некоторое время поработать в отделе рукописей ГБЛ (без оформления в штат отдела). Именно тогда он обнаружил неизвестные ранее письма О. Мандельштама к Вячеславу Иванову.

Из воспоминаний С. В. Житомирской:

«[…] И тогда — очевидно, в поисках криминала — обратились к другим выпускам „Записок“ — и далеко искать не пришлось. Совсем недавно вышел в свет предыдущий, 34-й, выпуск (1973). Украшением его была большая публикация нашего сотрудника Саши Морозова, посвященная О. Мандельштаму. Здесь печатались письма поэта к Вячеславу Иванову, особенно замечательные тем, что в них содержались 24 неопубликованных ранних его стихотворения. За это и ухватились. (Не могу не сказать здесь в скобках, что Морозов, уже в то время фанатически преданный изучению жизни и творчества Мандельштама, работал у нас в группе Кудрявцева, и легко понять, какое раздражение он вызывал у последнего, демонстративно не желавшего даже правильно выговорить фамилию поэта, […]. В результате этой конфликтной ситуации мы вскоре потеряли такого ценного сотрудника. […]

Через неделю в издательство пришел приказ Госкомиздата, где 34-й выпуск „Записок“ с публикацией Морозова и намерение (!) издательства напечатать обзор архива Булгакова были названы идейными ошибками».

В 1974 году у Морозова появляется собственное жилье — небольшая однокомнатная квартира на первом этаже в Измайлово на 13-й Парковой, где он проживал до конца жизни.

### Морозов и Шаламов
Весной 1980 года Морозов узнал от С. И. Григорьянца 
о бедственном положении В. Т. Шаламова в доме для инвалидов и престарелых на улице Вилиса Лациса в Тушине.
Морозов начал посещать Шаламова, пытался наладить уход и привлечь к нему внимание, а также записал стихи, которые, как он считал, Шаламов всё время сочиняет. Позже оказалось, что они были написаны ещё в середине 1970-х годов, и Шаламов проговаривал их по памяти, в том числе «Неизвестного солдата». М. Айзенберг. считал, что без Морозова было бы невозможно полноценное ознакомление с творчеством Шаламова
.
Через 25 лет после смерти В. Т. Шаламова И. П. Сиротинская обвинила А. Морозова и нескольких других посетителей в том, что Шаламова «лишили одиночества», а поднятый ими «шум» якобы ускорил его кончину. По её словам, за Шаламовым снова началась слежка — возле его комнаты постоянно находилась «сиделка» из КГБ, отмечавшая всех посещавших его людей, — число таковых после публикации в «Вестнике РХД» увеличилось. Морозов же утверждал, что Сиротинская приходила только один раз, Шаламов тогда c отвращением отвернулся к стене и не поворачивался, пока она не ушла.
Мнение Сиротинской разделяет В. В. Есипов, указывая, что публикации на Западе неизбежно опять привлекали к автору внимание КГБ и послужили одной из главных причин для решения изолировать Шаламова, переведя его в закрытый психиатрический интернат.

### Последние годы
Морозов был приглашённым консультантом для документального фильма «Поэма», снятого в 1990 году
В августе 1996 года Морозов почти потерял зрение, — произошло отслоение сетчатки на оба глаза. Перенес три операции. Удалось частично восстановить зрение только на один глаз.
Умер Александр Анатольевич Морозов 22 сентября 2008 года в Москве от лейкемии. Похоронен в Санкт-Петербурге на Большеохтинском кладбище вместе с родителями, бабушкой, дедушкой, двумя тетями, дядей и двоюродным братом.
Уже после смерти Морозова, в 2003 году, Государственный Литературный музей выпустил аудиокнигу под названием «Осип Мандельштам. Звучащий альманах» с записью голоса О. Мандельштама, а также с записями выступлений на вечерах в Колонном зале, ЦДЛ, ИМЛИ в дни празднования 100-летия поэта (1991). А. Морозов читает два стихотворения О. Мандельштама — «С миром державным я был лишь ребячески связан…», «На мертвых ресницах Исакий замёрз…».

## Список произведений

### Статьи
- Мандельштам // Краткая литературная энциклопедия / Гл. ред. А. А. Сурков. — М. : Советская энциклопедия, 1967. — Т. 4. Лакшин — Мураново. — С. 568—570.
- Ода // Краткая литературная энциклопедия / Гл. ред. А. А. Сурков. — М. : Советская энциклопедия, 1968. — Т. 5. Мурари — Припев. — С. 389—390.
- Пиотровский // Краткая литературная энциклопедия / Гл. ред. А. А. Сурков. — М. : Советская энциклопедия, 1968. — Т. 5. Мурари — Припев. — С. 750.
- Записки иностранцев о восстании Степана Разина (рецензия) // Новый мир : журнал. — М., 1969. — № 7.

- Краткие латинские выражения в литературе (рецензия) // Семья и школа : журнал. — М., 1970. — № 10.

- А. С. Пушкин. Сто стихотворений... (рецензия) // Семья и школа : журнал. — М., 1970. — № 11.

- Сказка – поэзия – жизнь (рецензия) // Семья и школа : журнал. — М., 1971. — № 2.

- Реминисценция // Краткая литературная энциклопедия / Гл. ред. А. А. Сурков. — М. : Советская энциклопедия, 1971. — Т. 6. Присказка — «Советская Россия». — С. 254.
- Свирский // Краткая литературная энциклопедия / Гл. ред. А. А. Сурков. — М. : Советская энциклопедия, 1971. — Т. 6. Присказка — «Советская Россия». — С. 703—704.
- Бог и люди (рецензия) // Семья и школа : журнал. — М., 1973. — № 2.

- Мандельштам Осип Эмильевич // Ломбард — Мезитол. — М. : Советская энциклопедия, 1974. — (Большая советская энциклопедия : [в 30 т.] / гл. ред.  А. М. Прохоров ; 1969—1978, т. 15).
- История — биография — образ (об автобиографической прозе Мандельштама) // Даугава : журнал. — Рига, 1988. — № 2. — С. 101—104.

- Мандельштам в записях дневника С. П. Каблукова // Вестник русского христианского движения. — Париж, 1979. — № 129.

- Мандельштам в записях дневника С. П. Каблукова (с дополнениями) // Литературное обозрение : журнал. — М., 1991. — № 1. — С. 77—85.

- К 100-летию со дня рождения О. Э. Мандельштама // Памятные книжные даты. — М., 1991. — С. 136—139.
(Воспроизведение статьи // Русская мысль : Лит. прил. — Париж, 1991. 28 июня. — № 12. — С. IV.)

- Каннегисер Леонид Иоакимович // Русские писатели. 1800—1917. Биографический словарь. — М.: Большая российская энциклопедия, 1992. — Т. 2. — С. 461.

- Мандельштам Осип Эмильевич // Русские писатели. 1800—1917. Биографический словарь. — М.: Большая российская энциклопедия, 1994. — Т. 3. — С. 505—510.

- Памяти Н. И. Харджиева // Литературная газета. — М., 26 июня 1996.

- Об "ангеле ворующем" и многом другом. (Рецензия на книгу Герштейн Э. / Мемуары. — СПб., — 1998. — 528 c.) // Наше наследие : журнал. — М., 1999. — № 49. — С. 122—123.

- К истории «Стихов о неизвестном солдате» О. Мандельштама // Стих, язык, поэзия: Памяти Михаила Леоновича Гаспарова. — М.: РГГУ, 2006. — С. 425—441.

### Публикации
- Мандельштам О. Э. Разговор о Данте. — М.: Искусство, 1967. — С. 88. — Подготовка текста и примечания.

- Баратынский Е. А. // История эстетики. — М.: Искусство, 1969. — Т. 4, (первый полутом). — С. 131—138. — Вступительный текст и составление.

- Письма О. Э. Мандельштама к В. И. Иванову. — М.: Записки отдела рукописей ГБЛ, вып. 34, 1973. — С. 258—262. — Публикация, вступительная статья, примечания.

- В. Т. Шаламов. Неизвестный солдат. Пятнадцать стихотворений. — Париж: «Вестник РХД» № 133, 1981. — С. 115—120. — Публикация, примечания.

- Мандельштам Н. Я. Воспоминания. — М.: Книга, 1989. — С. 480. — ISBN 5-212-00241-9. — Автор примечаний и составитель раздела «Стихотворения О. Мандельштама»

- В. Т. Шаламов. Последние стихи // Литературное обозрение : журнал. — М., 1989. — № 8. — Публикация.

- Из архива К. И. Чуковского: Письма Н. Я. и О. Э. Мандельштам. Стихи. 1935-1937. Записи в дневнике К. И. Чуковского. / Слово и судьба. Осип Мандельштам. — М.: Наука, 1991. — Публикация по материалам архива, хранящегося у Е. Ц. Чуковской.

- Зинаида Гиппиус. Год войны (1939): Дневник. — М.: Наше наследие. — № 28, 1993. — С. 33—68. — Предисловие, подготовка текста и комментарии.

- Мандельштам Н. Я. Воспоминания. — М.: Согласие, 1999. — С. 576. — ISBN 5-86884-066-6. Архивировано 25 января 2013 года. — Примечания.

- Мандельштам Н. Я. Вторая книга. — М.: Согласие, 1999. — С. 750. — ISBN 5-86884-067-4. — Предисловие и примечания.

- Записка О. Н. Арбениной // Сохрани мою речь. Вып. 3. Ч. 1. — М., РГГУ, 2000. — С. 17—18. — Публикация.

- Осип Мандельштам. Шум времени. — М.: Вагриус, 2002. — С. 304. — ISBN 5-264-00436-6. — Примечания А. А. Морозова. Подготовка текста С. В. Василенко и А. А. Морозова.

### Комментарии
1. ↑  Петр Федорович Морозов был совладельцем гостиницы «Москва» на Невском проспекте, дом 49; владельцем гостиниц «Дунай» на Лиговском проспекте, дом 85, и «Европа» — Гороховая, дом 59 (на углу Фонтанки); двух жилых домов на Лиговском проспекте, дома 33 и 35; меблированных комнат в доме 50 на Гороховой, и магазина «Сено и овес» на Лиговском проспекте, 83—85.
2. ↑  Морозов Федор Петрович, инженер-механик завода № 181 «Двигатель». Арестован 6 ноября 1936 г. Приговорен: Военная коллегия Верховного суда СССР, выездная сессия в г. Ленинград 5 мая 1937 г., обв.: 58—7—8—9—11 УК РСФСР. Расстрелян 6 мая 1937 года.
Ленинградский мартиролог: 1937-1938. Общество «Мемориал», проект «Жертвы политического террора в СССР». Дата обращения: 11 марта 2013.
3. ↑  Екатерина Васильевна Сныткина (11 [24] октября 1902—13 ноября 1966) — в 1921—1922 годах обучалась в Школе актёрского мастерства, в 1922—1924 годах — в Институте сценических искусств, но актрисой не стала. В 1929 году окончила бухгалтерские курсы и до конца жизни проработала бухгалтером. Её муж, Виктор Васильевич Гурьев (11 [24] ноября 1899—5 августа 1963), родился в Казани, по специальности лесовод (в 1924 году закончил Казанский институт сельского хозяйства и лесоводства). С 3 июля 1943 года по 10 ноября 1944 года — рядовой в Красной Армии. 31 января 1944 года тяжело ранен (пулевое ранение левой большой берцовой кости).
4. ↑  Александра Васильевна Сныткина (7 [20] апреля 1905—6 декабря 1975) — 22 декабря 1942 года награждена медалью за оборону Ленинграда. Её сын, Олег Александрович Шастов (1931—23 марта 1960) — двоюродный брат А. Морозова, в 1958 году с отличием закончил Ленинградский Кораблестроительный Институт. Умер от лейкемии, похоронен на Большеохтинском кладбище.

### Сноски
1. 1 2  
В. Г. Исаченко, А. А. Морозова. А. П. Морозов. Конструктор-творец, покоритель пролетов. — СПб., 2007. — С. 96.
2. 1 2  
Мандельштам Н. Об Ахматовой. — М.: Три квадрата, 2008. — С. 408. — ISBN 978-5-94607-104-1.
3. ↑  
Мандельштам Н. Я. «Архив», «Конец Харджиева». // Третья книга. — М.: «Аграф», 2006. — С. 559. — ISBN 978-5-7784-0278-2.
4. ↑  Чуковская Л. К. Дом поэта. — М.: Время, 2012. — С. 336. — ISBN 978-5-9691-0789-2. Архивировано 30 марта 2019 года. (Фрагменты книги опубликованы ранее в журнале «Дружба народов» № 9 за 2001 год.)
5. ↑  «[[Хроника текущих событий]]». Выпуск 1. 30 апреля 1968 г. Дата обращения: 27 января 2013. Архивировано 20 декабря 2013 года.
6. ↑  «[[Хроника текущих событий]]». Выпуск 2. 30 июня 1968 г. Дата обращения: 27 января 2013. Архивировано из оригинала 17 февраля 2012 года.
7. ↑  Игорь Голомшток. Воспоминания старого пессимиста // “Знамя”. — М., 2011. — № 4. Архивировано 26 октября 2013 года.
8. ↑  Биргер Б. Г. — Портрет литературоведа А. Морозова. Дата обращения: 27 января 2013. Архивировано из оригинала 12 февраля 2013 года.

Портрет приобретен галереей в 2007 г. за счёт пожертвования Г. С. Проскуряковой.
9. ↑  
Мандельштам // Большой Кавказ — Великий канал. — М. : Большая российская энциклопедия, 2006. — С. 568—570. — (Большая российская энциклопедия : [в 35 т.] / гл. ред. Ю. С. Осипов ; 2004—2017, т. 4). — ISBN 5-85270-333-8.
10. ↑  
И. Астахов, А. Волков. В кривом зеркале литературной энциклопедии // Октябрь : журнал. — М., 1969. — № 2. — С. 201—214.
11. ↑  Письмо «В Комиссию по правам человека ООН» о преследованиях по политическим мотивам в СССР в 1969. 17.01.1970. Дата обращения: 21 января 2013. Архивировано 19 января 2013 года.
12. ↑  
Записки отдела рукописей ГБЛ.
13. ↑  Житомирская С. В. Просто жизнь. — М.: РОССПЭН, 2006. — С. 600. Архивировано 25 мая 2013 года.
14. ↑  Шаламов в доме престарелых. Александр Морозов. С. И. Григорьянц. Дата обращения: 2 февраля 2013. Архивировано 6 апреля 2013 года.
15. ↑  «[[Хроника текущих событий]]». Выпуск 64. 30 июня 1982 г. Дата обращения: 11 февраля 2013. Архивировано 23 марта 2013 года.
16. 1 2 3  Есипов В. В. Шаламов. — М.: Молодая гвардия, 2012. — Серия: Жизнь замечательных людей (ЖЗЛ). Вып. 1574 (1374). — С. 331—332 (глава девятнадцатая).
17. ↑  
В. Т. Шаламов. Неизвестный солдат. Пятнадцать стихотворений // «Вестник РХД». — Париж, 1981. — № 133. — С. 115—120.
18. ↑  НЕКРОЛОГ. Памяти Александра Морозова. OPENSPACE.RU. Дата обращения: 31 января 2013. Архивировано 22 марта 2013 года.
19. ↑  Памяти Александра Морозова. Варлам Шаламов и концентрационный мир. Дата обращения: 31 января 2013. Архивировано 22 марта 2013 года.
20. ↑  «Нет мемуаров, есть мемуаристы...» И. Сиротинская. Дата обращения: 31 января 2013. Архивировано 22 марта 2013 года.
21. ↑  
Дмитрий Нич. Варлам Шаламов в свидетельствах современников. Сборник. — Личное издание. Издание третье, дополненное.  PDF, 2012. — С. 568.
22. ↑  Выступление на конференции «Судьба и творчество Варлама Шаламова в контексте мировой литературы и советской истории» 16 июня 2011 года. Е. Захарова. Дата обращения: 31 января 2013. Архивировано 22 марта 2013 года.
23. ↑  В. В. Есипов Вы будете гордостью России Архивная копия от 11 февраля 2018 на Wayback Machine (фильм), 1989-90. — 19-я минута.
24. ↑  «Поэма» (документальный фильм) (23 февраля 1995). Дата обращения: 5 марта 2013. Архивировано из оригинала 22 марта 2013 года.